# 배드 지니어스
《배드 지니어스》(태국어: ฉลาดเกมส์โกง, 영어: Bad Genius)는 2017년 공개된 태국의 영화이다.

## 줄거리
모두가 미치게 원하는 천재소녀 ‘린’의 OMR 카드를 공유하기 위해 거금이 오가는 만렙 케이퍼 무비이다.

## 출연
- 추티몬 추엥차로엔수키잉 - 린 역
- 차논 산티네톤쿨 - 뱅크 역
- 에이샤 호수완 - 그레이스 역
- 티라돈 수파펀핀요 - 팟 역
- 파신 쿠안사타폰 - 통 역
- 타네 와라카누크로 - 린의 아버지 역
- 사하작 본다나킷 - 팟의 아버지 역
- 사린라트 토마스 - 교장 역
- 에고 미키타스 - STIC 관리자 역
- 노파와트 리키퉝 - 시험 감독관 역
- 칸자나 비나이파니드 - 팟의 어머니 역